# Srní (Hlinsko)
Srní je vesnice a část města Hlinsko v okrese Chrudim. Nachází se tři kilometry severozápadně od Hlinska. Srní leží v katastrálním území Srní u Hlinska o rozloze 2,82 km².

## Historie
První písemná zmínka o vesnici pochází z roku 1545.

## Další fotografie

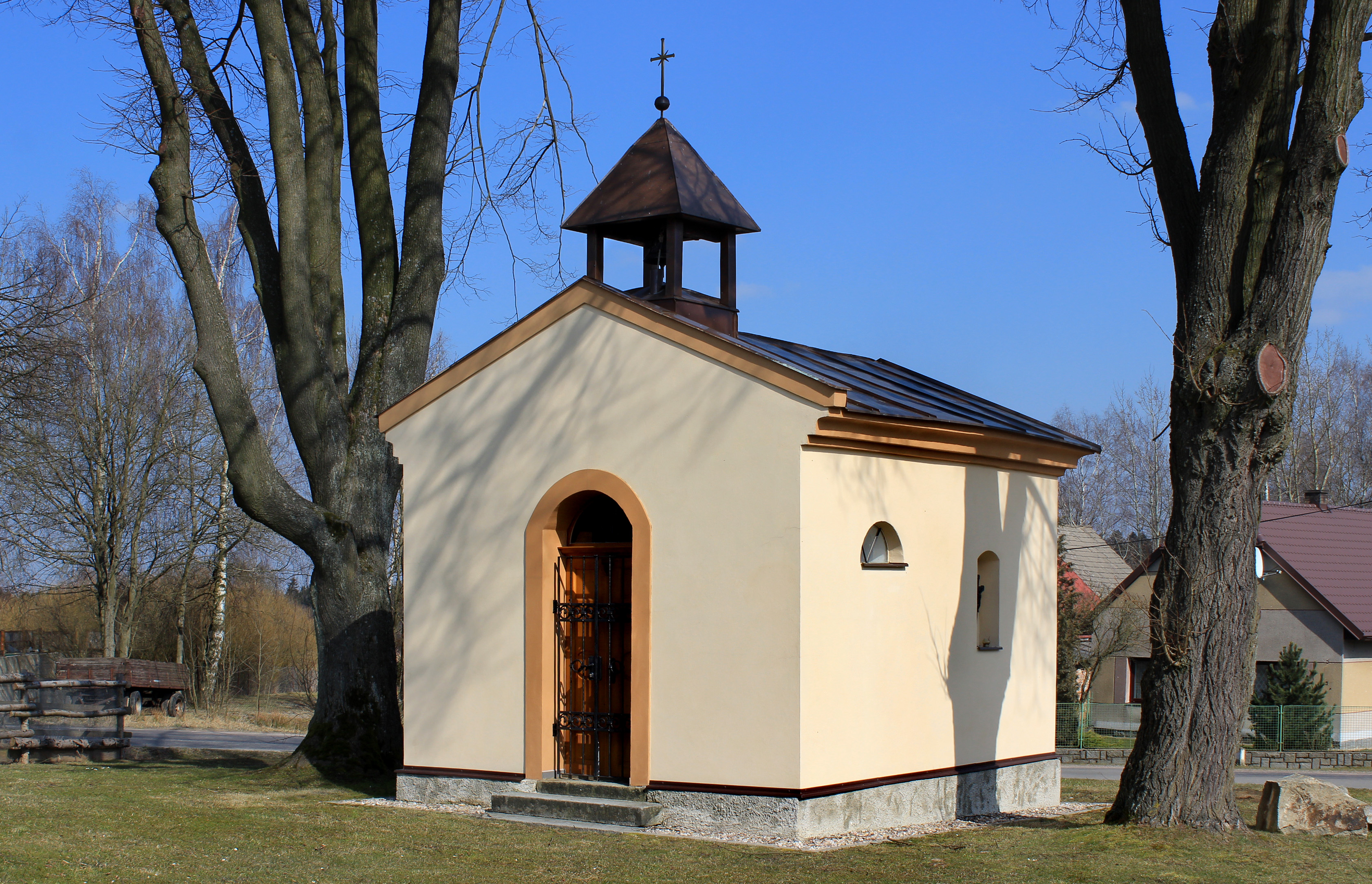
Kaple Navštívení Panny Marie
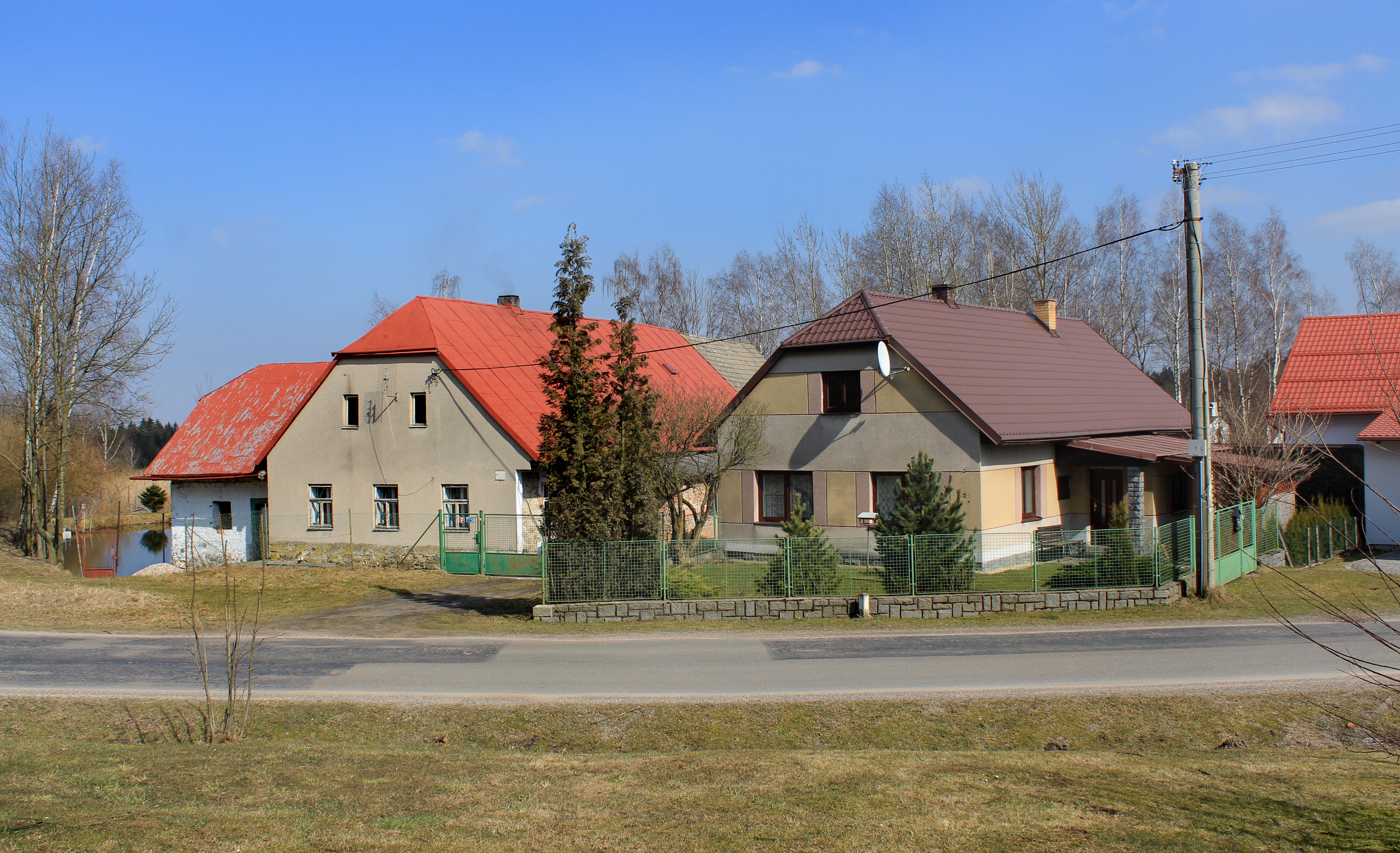
Domky v severní části vesnice
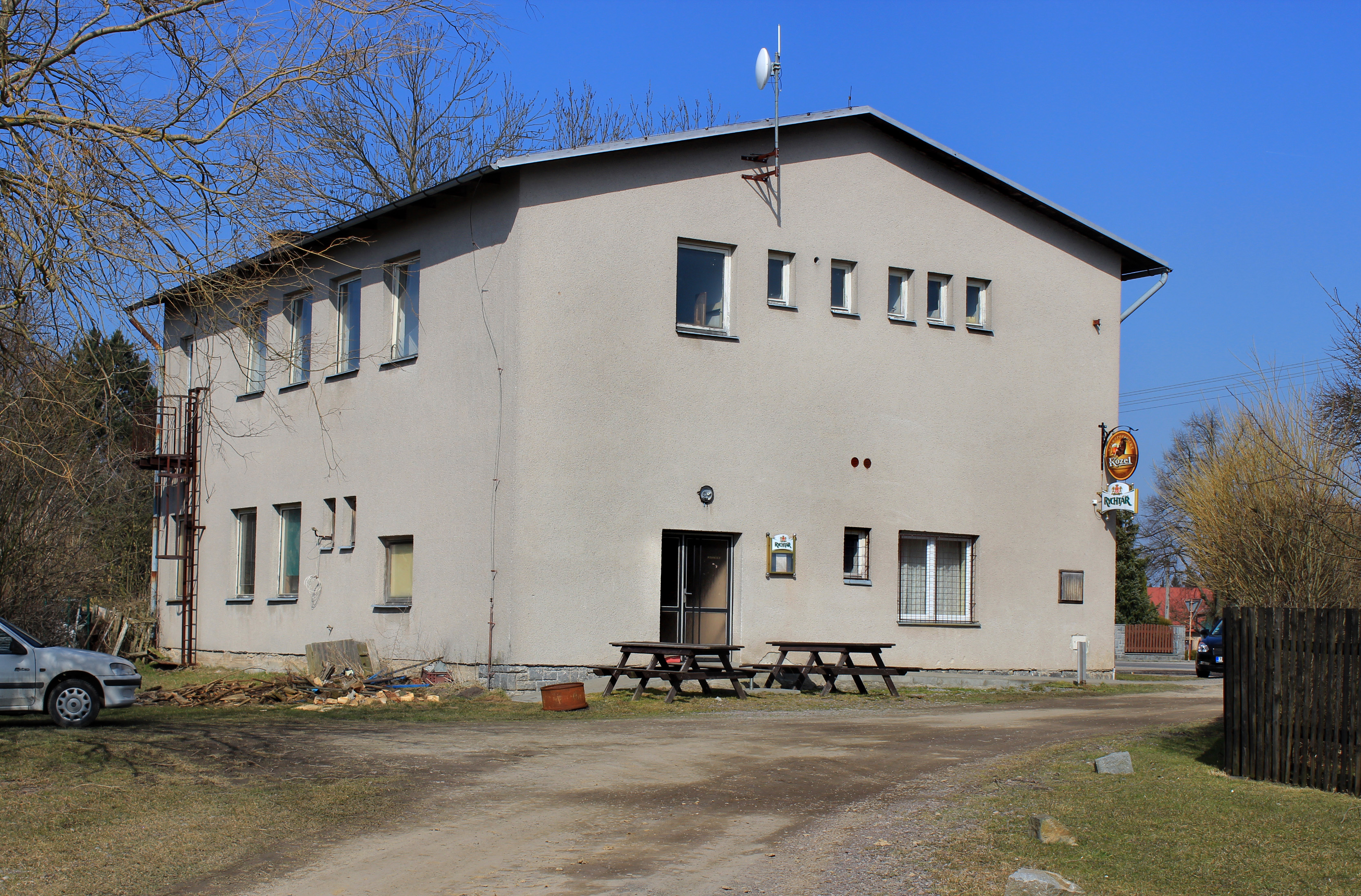
Restaurace
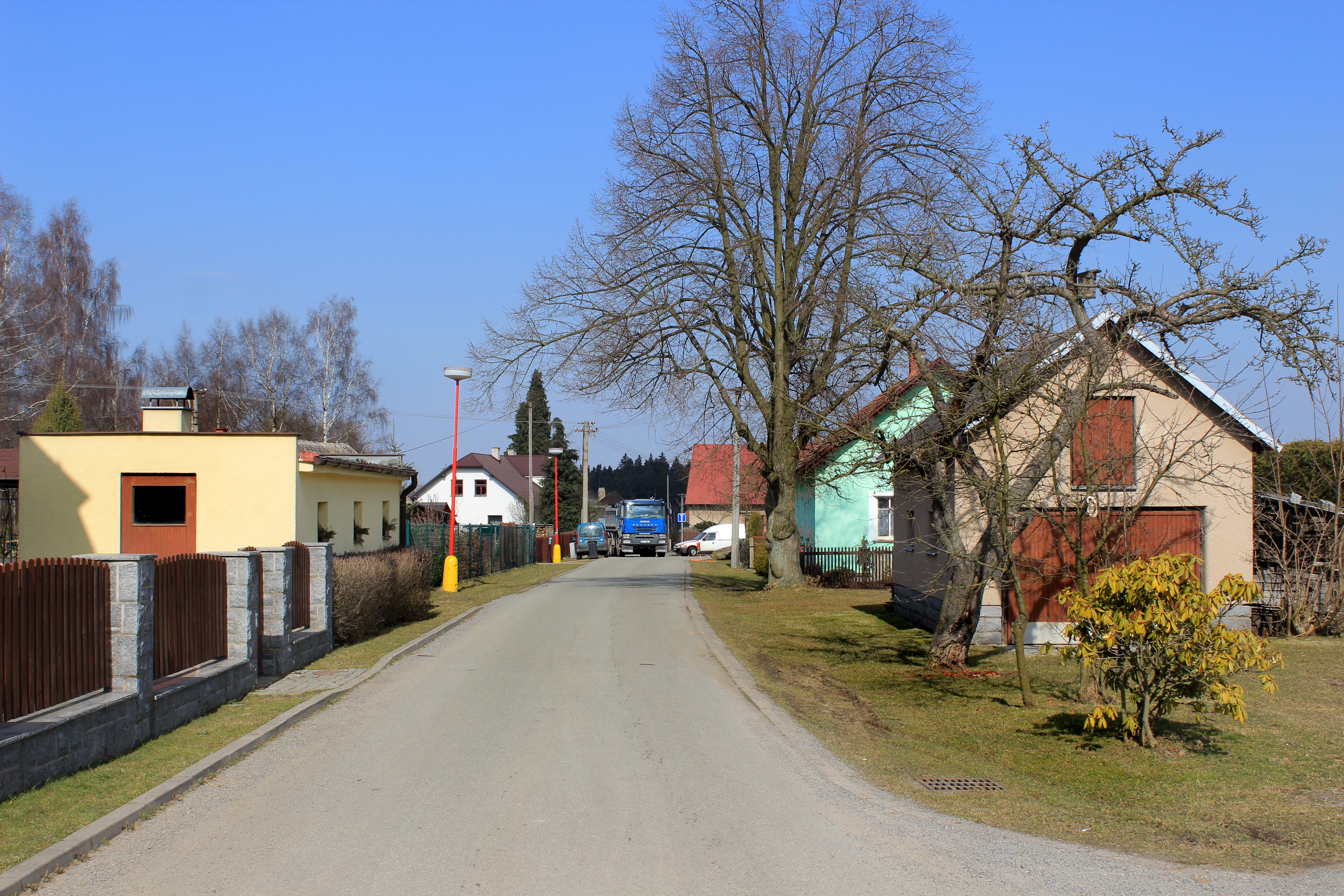
Postranní ulice